# Pierre de Vanssay de Blavous
Pour les articles homonymes, voir Vanssay.
Pierre Marie Joseph Félix Antoine de Vanssay de Blavous, né à Caen le 15 janvier 1869 et mort à Autun le 19 août 1947, est un ingénieur hydrographe français.

## Biographie
Fils d'un capitaine au long cours, il entre à l'École polytechnique en octobre 1889 et choisit en 1891 le corps des ingénieurs hydrographe. En 1892, il est affecté à la mission de la Gironde sur la Chimère et prit part l'année suivante à la campagne de la frégate-école Iphigénie. Nommé sous-ingénieur hydrographe de 3e classe (octobre 1893), il participe en 1894-1895 aux opérations de Madagascar puis est détaché à l'observatoire de Montsouris pour y organiser des missions magnétiques prévues par le Bureau des longitudes. 
En 1895, il exécute lui-même une mission au Sénégal et reçoit à son retour un prix de l'Académie des sciences. Sous-ingénieur de 1re classe (novembre 1897), il sert sur la Chimère à la mission des côtes sud de la France et obtient en décembre 1898 un témoignage de satisfaction. 
Ingénieur de 1re classe (mai 1899), secrétaire général du Congrès international des chronomètres (1900), il devient en 1901 directeur des travaux techniques de la mission hydrographique de Madagascar et sert sur la Rance et la Nièvre pour menés des levés sur la côte ouest. En juin 1902, il mérite un nouveau témoignage de satisfaction puis est nommé en 1903 à la mission des côtes de France sur la Chimère. Ingénieur principal (mars 1905), directeur au Service hydrographique du service des côtes de France, il devient en 1907, directeur des travaux à la mission hydrographique de l'Indochine sur la Manche. 
Il revient à Paris en 1913 pour y prendre la direction du Service cartographique des colonies. Au début de la Première Guerre mondiale, il est détaché au Service géographique de l'armée et sert durant toute la guerre comme chef de groupe des canevas de tir à la 10e armée. Il obtient alors une citation à l'ordre de l'armée.
Ingénieur en chef de 1re classe (janvier 1919), il devient en 1920 chef du Service de l'hydrographie générale de la Marine, poste qu'il occupe jusqu'à sa retraite en avril 1927. 
Membre du comité de direction du Bureau hydrographique international (août 1929), élu membre correspondant de l’Académie des sciences le 29 février 1932, il fut directeur de la Revue hydrographique et est l’auteur d’importantes études sur la photogrammétrie aérienne. 

## Œuvres
- Congrès international de chronométrie : comptes rendus des travaux, procès-verbaux, rapports et mémoires de l’Exposition Universelle de Paris de 1900, Paris, Gauthier-Villars, 1902
- Conférences sur les observations magnétiques faites par M. l'Ingénieur Hydrographe De Vanssay, [S.l.s.n.], 1920
- Missions magnétiques organisées par le Bureau des longitudes en 1895-96 : sous la direction de M. le capitaine de vaisseau De Bernardières : rapport d'ensemble, Paris, Gauthier-Villars, 1903
- Historique et buts du Bureau hydrographique international, communication faite à l'Académie de marine, le 11 mai 1928, Paris, Société d'éditions géographiques, maritimes et coloniales, 1928
- Observations astronomiques, dans René de Segonzac, Voyages au Maroc (1899-1901), Paris, A. Colin, 1903
- Mission hydrographique de Madagascar, Paris, Impr. nationale, 1906
- Le Mille marin international, Paris, Société d'éditions géographiques, maritimes et coloniales, 1933
- Engins de pêche, rapport d'expertise, Bar-le-Duc, E. Jolibois, 1929